# Tabei Dzsunko

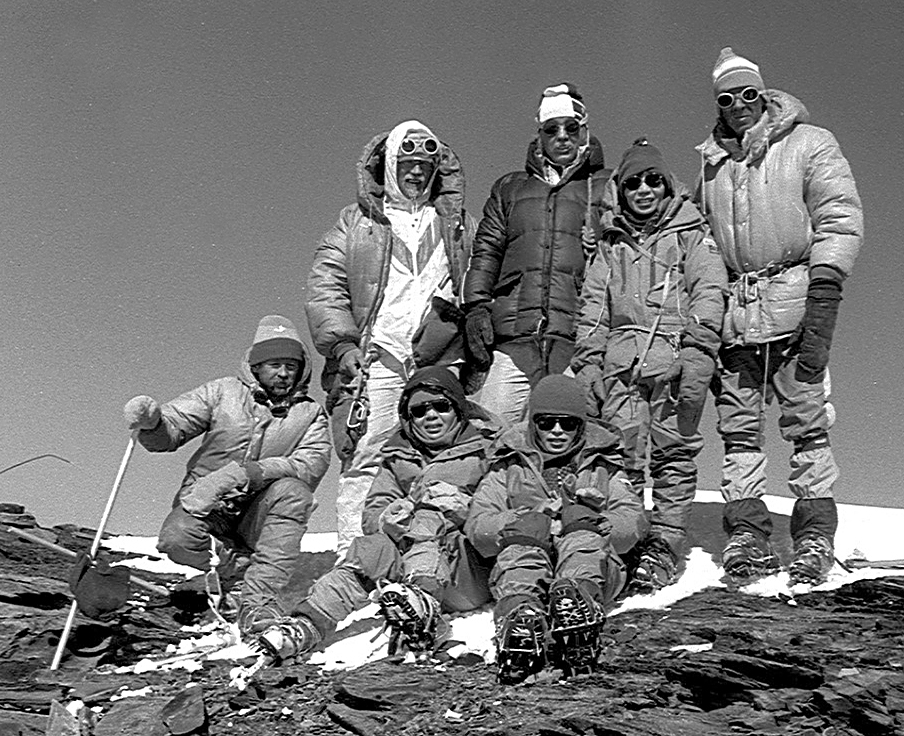
Tabei Dzsunko a Kommunizmus-csúcson 1985-ben két másik japán, valamint négy észt hegymászó társaságában

Tabei Dzsunko (田部井 淳子; Hepburn: Tabei Junko; Miharu, Fukusima, 1939. szeptember 22. – Kavagoe, 2016. október 20.) japán hegymászónő, az első női hegymászó, aki feljutott a Csomolungma csúcsára, emellett teljesítette a Seven Summitsot, valamint elnyerte a Hópárduc címet.

## Korábbi mászásai
A Sóva Női Egyetemen tagja volt az egyetemi hegymászó klubnak. Ő alapította meg a Női Hegymászó Egyesületet Japánban 1969-ben. Hegymászásai során feljutott többek közt a Fudzsi és a Matterhorn csúcsaira is. 1972-ben már elismert hegymászónak számított Japánban.

## Az Everest-expedíció
A Jomiuri Simbun újság és a Nihon Televíziótársaság küldött egy nők alkotta csapatot Nepálba, hogy megmásszák a Csomolungmát. 15 nőt választottak ki a több száz jelentkező közül, akik közé bekerült Tabei is.
Hosszú felkészülési időszak után az expedíció 1975 elején elindult Katmanduba. A csapat kilenc helyi serpát fogadott fel, hogy elkísérjék és segítsék a csapatot. A japán csapat az Edmund Hillary és Tendzing Norgaj által használt útvonalon érte el a csúcsot. Május negyedikén a csapat 6300 méteren táborozott, amikor is egy lavina érte el táborhelyüket. Tizenkét nappal később, május 16-án Tabei lett az első nő, aki feljutott a Csomolungma tetejére.
Tabei továbbá a Seven Summits követelményeit is teljesítette, vagyis a hét földrész legmagasabb hegycsúcsára is feljutott.

## Fordítás
- Ez a szócikk részben vagy egészben  a   Junko Tabei című angol Wikipédia-szócikk ezen változatának fordításán alapul.  Az eredeti cikk szerkesztőit annak laptörténete sorolja fel. Ez a jelzés csupán a megfogalmazás eredetét és a szerzői jogokat jelzi, nem szolgál a cikkben szereplő információk forrásmegjelöléseként.